# Thespis (botanica)
 Thespis   DC., 1833 è un genere di piante angiosperme dicotiledoni della famiglia delle Asteraceae, sottofamiglia Asteroideae, tribù Astereae (Basal grade) e sottotribù Eschenbachiinae.

## Etimologia
Il nome scientifico del genere è stato definito dal botanico Augustin Pyramus de Candolle (1778-1841) nella pubblicazione " Archives de Botanique. Paris" (  Arch. Bot. (Paris) 2: 517) del 1833.

## Descrizione
Portamento. Le specie di questo genere hanno dei cicli biologici annuali e si presentano come piccoli glomeruli erbacei glabri a portamento naniforme.
Fusto. La parte aerea in genere è diffusa e multiramificata. Le radici sono fitte o rizomatose. 
Foglie. Le foglie in genere sono disposte in modo alternato, picciolate o sessili. La lamina con forme da ovate a obovate, ha dei bordi da interi a dentato-seghettati. Sulla superficie possono essere presenti dei punti ghiandolari oppure no.
Infiorescenza. Le sinflorescenze sono composte da diversi capolini, piccoli e globosi, raccolti in piccole cime corimbose. Le infiorescenze vere e proprie sono composte da un capolino terminale brevemente peduncolato (o sessile) di tipo discoidale. I capolini sono formati da un involucro, con forme emisferiche, composto da diverse brattee, al cui interno un ricettacolo fa da base ai fiori di due tipi: fiori del raggio e fiori del disco. Le brattee, glabre, con forme concave-oblunghe, a consistenza erbacea e margini scariosi, sono disposte in modo più o meno embricato su 2 serie. Il ricettacolo in genere è nudo ossia senza pagliette a protezione della base dei fiori; la forma è piano-convessa.
Fiori.  I fiori sono tetra-ciclici (formati cioè da 4 verticilli: calice – corolla – androceo – gineceo) e pentameri (calice e corolla formati da 5 elementi). Si distinguono in:
- fiori del raggio (esterni): sono femminili e sono disposti su più serie; la forma è ligulata (zigomorfa); le ligule sono ridottissime o mancanti e ghiandolose;
- fiori del disco (centrali): sono pochi con forme brevemente tubulose (attinomorfe); sono funzionalmente maschili (le ovaie sono sterili)

- Formula fiorale:

*/x K {\displaystyle \infty }, [C (5), A (5)], G 2 (infero), achenio
- Calice: i sepali del calice sono ridotti ad una coroncina di squame.

- Corolla: la forma della corolla alla base è più o meno brevemente imbutiforme o tubolare con 4 lobi (i fiori del disco); i lobi, patenti o eretti, hanno una forma oblunga-ovata. I lobi sono percorsi da condotti aranciati di resina. Il colore delle corolle è giallo.

- Androceo: l'androceo è formato da 5 stami sorretti da filamenti generalmente liberi; gli stami sono connati e formano un manicotto circondante lo stilo; le teche (produttrici del polline) alla base sono troncate e sono lievemente auricolate (molto raramente sono speronate o hanno una coda); le appendici delle antere sono ridotte a piccole punte; il tessuto endoteciale (rivestimento interno dell'antera) è quasi sempre polarizzato (con due superfici distinte: una verso l'esterno e una verso l'interno). Il polline è sferico con un diametro medio di circa 25 micron;  è tricolporato (con tre aperture sia di tipo a fessura che tipo isodiametrica o poro) ed è echinato (con punte sporgenti).[9][12]

- Gineceo: l'ovario è infero uniloculare formato da 2 carpelli.[5] Lo stilo (il recettore del polline) è profondamente bifido (con due stigmi divergenti) e con le linee stigmatiche marginali separate.[13] I due bracci dello stilo hanno una forma da lanceolata a deltoide e possono essere papillosi o ricoperti da ciuffi di peli. Lo stilo dei fiori del raggio è supinato.

Frutti. I frutti sono degli acheni con pappo; in alcune specie è presente un certo dimorfismo (gli acheni dei fiori del raggio differiscono dagli acheni dei fiori del disco);
- achenio: gli acheni, con forme leggermente compresse ellissoidi, hanno nervature multiple; la superficie è finemente papillosa (non ghiandolosa); la parete dell'achenio è formata da celle contenenti rafidi ma prive di fitomelanina; il carpoforo normalmente è anulare; le setole con punte a forma di ancora non sono presenti; dimensioni dell'achenio: da 0,4 a 1,2 mm;
- pappo: il pappo è formato da una serie di 6 - 13 setole scabre. Talvolta mancano nei fiori del disco.

## Biologia
Impollinazione: l'impollinazione avviene tramite insetti (impollinazione entomogama tramite farfalle diurne e notturne).

Riproduzione: la fecondazione avviene fondamentalmente tramite l'impollinazione dei fiori (vedi sopra).

Dispersione: i semi (gli acheni) cadendo a terra sono successivamente dispersi soprattutto da insetti tipo formiche (disseminazione mirmecoria). In questo tipo di piante avviene anche un altro tipo di dispersione: zoocoria. Infatti gli uncini delle brattee dell'involucro (se presenti) si agganciano ai peli degli animali di passaggio disperdendo così anche su lunghe distanze i semi della pianta. Inoltre per merito del pappo il vento può trasportare i semi anche a distanza di alcuni chilometri (disseminazione anemocora).

## Distribuzione e habitat
Le specie di questo genere sono distribuite in Asia orientale.

## Sistematica
La famiglia di appartenenza di questa voce (Asteraceae o Compositae, nomen conservandum) probabilmente originaria del Sud America, è la più numerosa del mondo vegetale, comprende oltre 23.000 specie distribuite su 1.535 generi, oppure 22.750 specie e 1.530 generi secondo altre fonti (una delle checklist più aggiornata elenca fino a 1.679 generi). La famiglia attualmente (2021) è divisa in 16 sottofamiglie; la sottofamiglia Asteroideae è una di queste e rappresenta l'evoluzione più recente di tutta la famiglia.

### Filogenesi
La tribù Astereae comprende circa 40 sottotribù. In base alle ultime ricerche nella tribù sono stati individuati (provvisoriamente) 5 principali lignaggi:
- Basal grade: include alcuni generi isolati, il gruppo "South American-Oceania",  alcune sottotribù africane e il gruppo dei generi legnosi del Madagascar.
- Bellis lineage: comprende le sottotribù eurasiatiche e una sottotribù africana.
- Aster lineage: include i generi asiatici di Asterinae e i principali gruppi dell'Australia e dell'Oceania.
- Baccharis lineage: include alcuni gruppi sudamericani.
- North American lineage: include la vasta gamma di sottotribù del Nordamerica, Messico e alcuni gruppi distribuiti nel Sudamerica.

Il genere  Thespis  (insieme alla sottotribù Eschenbachiinae ) è incluso nel Basal grade. In particolare Eschenbachiinae fa parte del sottogruppo relativo agli areali dell'"Africa/Madagascar/Asia sud-est". In precedenti trattazioni questo genere era descritto all'interno della sottotribù Lagenophorinae.
I caratteri distintivi del genere di questa voce sono:
- il portamento di questo genere è annuale e si presenta come piccoli glomeruli erbacei;
- le foglie sono disposte in modo alternato;
- le corolle dei fiori femminili non sono radiate.

### Elenco delle specie
Questo genere ha 3 specie:
- Thespis divaricata DC.
- Thespis integrifolia  Gagnep.
- Thespis tonkinensis  Gagnep.